# Dietersdorf (Gemeinde Bad Hofgastein)
Dietersdorf (früher auch Diethersdorf) ist ein Dorf in der Marktgemeinde Bad Hofgastein im österreichischen Bundesland Salzburg.

## Geografie
Dietersdorf gehört zur Ortschaft Anger und zur Katastralgemeinde Vorderschneeberg. Das Dorf liegt im Gasteinertal zwischen der Landesstraße B167 und dem Fluss Gasteiner Ache. Durch den Ort fließt der Hauptgartenbach, ein Zubringer des Schloßbaches, der in die Gasteiner Ache mündet.

## Geschichte
Der Ort ist wahrscheinlich nach einer Adelsfamilie namens Diether benannt, die Herren von Urstein und Schödling waren. Der Ortsname wurde 1350 als Dyetthersdorff urkundlich erwähnt.
Bad Hofgastein und Bad Gastein waren lange Zeit nur über eine Straße, den alten Weg, verbunden. Diese führte durch Badbruck, Gadaunern und Heißing. Zu Zwecken des Erzabbaus wurde im Jahr 1554 die Fürstenstraße eröffnet, die durch Dietersdorf  und Felding verlief und bereits zwischen diesen beiden Siedlungen die Gasteiner Ache querte.
Weite Teile des Herzogtums Salzburg wurden von 27. bis 29. Mai 1821 von einer Naturkatastrophe heimgesucht, die durch Schneeschmelze und Dauerregen verursacht worden war. Dabei zerstörten die Wassermassen Teile der Verbindungsstraße nach Dietersdorf. Die Gasteiner Ache trat Ende Oktober 2018 erneut über die Ufer. Es kam im Bereich Dietersdorf und im Kurpark Bad Hofgastein zu Überschwemmungen.

## Infrastruktur
Die Fernradwege Ciclovia Alpe Adria und EuroVelo 7 sowie die Mountainbikestrecken Angertal-Runde, zu den Gadaunerer Hochalmen, zur Schattbachalm und zum Stubnerkogel-Gipfel führen durch die Siedlung. Dietersdorf ist über die Bushaltestellen Bad Hofgastein Einfahrt Süd und Bad Hofgastein Meilenstein an den öffentlichen Verkehr angeschlossen.